# Hátvéd

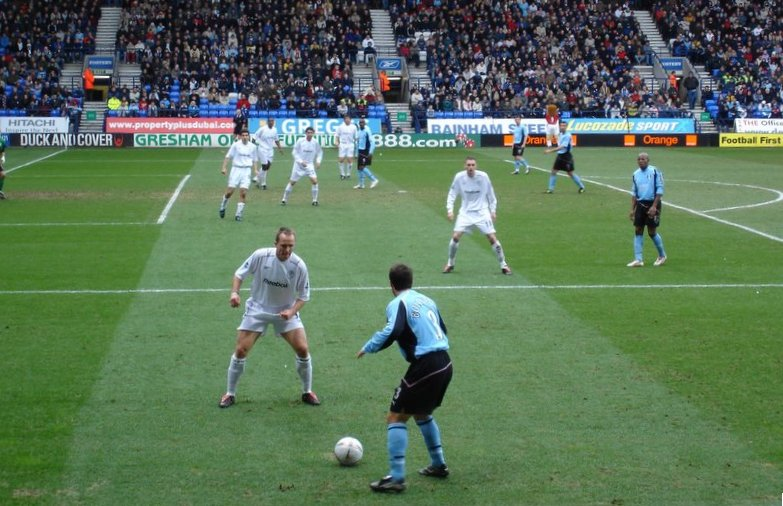
A Bolton játékosa (fehérben) védekező helyzetben próbálja megakadályozni a Fulham támadóját (világoskékben) a beadásban. Ez a Bolton játékos valójában csatár, aki segít a védőknek

A labdarúgásban a hátvéd vagy védő az a játékos, akinek pozíciója a középpályások mögött van, és aki elsősorban a kapust támogatja. Legfontosabb feladata az ellenfél megakadályozása a gólszerzésben.
A hátvédeknek négy típusa van – középhátvéd, söprögető, szélsőhátvéd, és felfutó szélsőhátvéd.

## Középhátvéd
A középhátvéd feladata megállítani az ellenfél játékosait, elsősorban a támadókat megakadályozni a gólszerzésben és kihozni a labdát a saját büntetőterületükről. Amint a nevük mutatja, a középső poszton játszanak. A legtöbb csapat két középhátvédet alkalmaz, akik a kapus előtt helyezkednek el. Két fő védekezési stratégia van, amit a középhátvédek használnak: a zónavédekezést, ahol minden középhátvéd a pálya egy speciális területét fedezi le, és az emberfogást, ahol minden egyes középhátvéd feladata fogni az ellenfél bizonyos játékosát.
A középhátvédek gyakran magasak, jó fejelő- és szerelőképességgel. Az külön előny, ha jól átlátják a játék folyamatát. Egyes alacsonyabb osztályú csapatokban a középhátvédek kevésbé összpontosítanak a labda irányítására és a passzolásra, csupán arra figyelnek, hogy az általuk védett területről mihamarabb eltisztuljon a labda. Ennek ellenére nagy múlttal rendelkező poszt, a középhátvéd több, mint kezdetleges labdarúgó-képesség, több játékstílus alkalmazását is lehetővé teszi.
A középhátvédek általában a saját térfelükön maradnak, és kivédekezik a gólveszélyt, de a magas védők gyakran előremennek az ellenfél büntetőterületére, amikor a csapatuk szögletet rúg, vagy szabadrúgást kap, ahol lehetséges egy-egy fejes-gólt szerezni.

## Söprögető/libero
A söprögető egy sokoldalúbb típusú középhátvéd, aki a védelmi vonalat megtörve "elsöprögeti" a labdát, ha az ellenfél odavezeti azt. Pozíciója rugalmasabb, mint más védőké, akik az ellenfél kijelölt emberével foglalkoznak. Emiatt a posztot gyakran azonosítják a libero-val (az olasz szóból, ami szabadot jelent). A söprögető átlátja a játékot, ami itt sokkal fontosabb, mint a középhátvédeknél. A söprögető néha besegít ellentámadások esetén, különösen olyan helyzetekben, amikor labdabiztonságra, jó passzolási képességre van szükség. A söprögetők elsősorban mégis védők. Például a Catenaccio-rendszerben játszanak, amit az 1960-as években alkalmaztak az olasz labdarúgásban: egy tisztán söprögető játékost játszattak, aki csak "kószált" a hátsó vonal körül.
Franz Beckenbauer, Bobby Moore, Gaetano Scirea, Laurent Blanc, Matthias Sammer, Ruud Krol, Franco Baresi és Daniel Passarella: csak néhány a labdarúgás történetének legjobb söprögetői közül. Védekező stílusukban tudatosan több volt a támadó mentalitás, mint a modern napok középhátvédeinek játékában. Példának, Márquez ügyesen kitalálja és előre látja a támadók mozgását. Ez lehetővé teszi, hogy lefülelje a passzokat, és a labdát megszerezze az ellenféltől, anélkül, hogy szabálytalankodnia kellene.
Néhány megfigyelő a posztot a támadó felfogású söprögetőből kialakult védekező középpályás posztnak tekinti a modern labdarúgásban (lásd a Középpályás szócikket).

## Szélsőhátvéd
A szélsőhátvéd egy védekező poszt, a pálya mindkét oldalán egy játékos található. Fő feladata megakadályozni az ellenfél beadásait vagy elvágni a labda útját a büntetőterületnél. Néhány védekezési rendszerben a szélső hátvédek az ellenfél kijelölt játékosát „fogják”. A legtöbb szélsőhátvéd különösen hasznosan segíti a támadójátékot, a széleken való felfutásokkal és beadásokkal.
A hagyományos 2-3-5-ös felállású csapatokban a két játékos a védelem hátsó sorában a kapus előtt helyezkedik el (innen ered a „bekk” elnevezés, az angol back szóból). Ők kiváltak a félpályás hátvédek (a „halfok”) közül (a "3" a 2-3-5-ből). A formációt kevésbé használják a modern játékban, helyette főleg a négy emberes védelmet alkalmazzák.
A hagyományos angol labdarúgásban a szélsőhátvéd nagydarab, erős ember volt, aki szándékosan felrúgta ellenfelét. Ez a gyakorlat elfogadott volt Nagy-Britanniában, de a többi országban nem, és ez komoly problémát okozott a játékban, ami egyre inkább nemzetközivé vált az 1950-es években. Ezt a gyakorlatot mára mindenhol betiltották.
Ellentétben a középhátvéd szerepkörével, a poszton játszó focista gyakran támadó feladatokat hajt végre: a szélső hátvédek a szárnyon vannak, a széleken fel- és visszafutnak a pályán.

## Szélső futók
A szélső futók, felfutó szélsőhátvédek vagy szárnyhátvédek, szárnyvédők a modern variációi a szélső hátvédeknek, akik nagyobb hangsúlyt helyeznek a támadásra. Általában a 3-5-2-es formában alkalmazzák őket, és ennek következtében képesek a középpálya részévé válni. Azonban lehet alkalmazni őket az 5-3-2-es felállásban is, ekkor több védekezési feladatuk van.
A modern játék fejlődése során a szélső futók a szélső középpályásoknak és a szélső hátvédeknek a kombinációi. Ez az egyik legembertpróbálóbb poszt a modern labdarúgásban. A futók gyakran kalandosabbak, mint a szélsőhátvédek, és különösek, mert a szélső nélküli csapatoknak ők adják a szélsőt. A felfutó szélsőhátvédnek rendkívüli állóképességre van szüksége, képesnek kell lennie a pályát átívelő beadásokra, és eredményesen védekezni az ellenfél támadásainál. A védekező középpályás gyakran lefedi a pályát a felfutó szélsőhátvédek előrenyomulásakor.

## Mezszámok
Kezdetben a mezszámokat 1-től 11-ig, az összeállításnak megfelelően osztották ki. Így a gúlarendszerben (2–3–5) a jobbhátvéd volt a 2-es, a balhátvéd a 3-as. A három hátvédes rendszer megjelenésével középhátvéd lett a 3-as, a balhátvéd a 4-es.
Napjainkban a játékosoknak állandó mezszámuk van, nincsenek előírások, hogy milyen poszton melyiket kell viselni. A védők általában az alacsonyabb mezszámokat kapják, bár akadhatnak kivételek.